# Крушица (община Свети Никола)
Вижте пояснителната страница за други значения на Крушица.
Крушица (на македонска литературна норма: Крушица) e село в централната част на Северна Македония, част от община Свети Никола.

## География
Селото е разположено в североизточните склонове на Градищанската планина на около 20 километра северозападно от общинския център град Свети Никола.

## История
Църквата „Свето Възнесение Господне“ е от XV–XVI век.
В края на XIX век Крушица е българско село в Скопска каза на Османската империя. Според статистиката на Васил Кънчов („Македония. Етнография и статистика“) към 1900 година в Крушица живеят 230 българи-християни.
В началото на XX век цялото село е под върховенството на Българската екзархия. По данни на секретаря на екзархията Димитър Мишев („La Macédoine et sa Population Chrétienne“) в 1905 година в Крушица (Krouchitza) има 320 българи екзархисти и в селото функционира българско училище.
На 11 януари 1912 година кметът на Крушица Наце Петрев, заедно с поляка на селото и други двама местни жители е сред деветте жертви, убити от мюсюлманска банда в близкия Гюрищки манастир.
При избухването на Балканската война в 1912 година 3 души от Крушица са доброволци в Македоно-одринското опълчение.
След Междусъюзническата война в 1913 година селото попада в Сърбия.
На етническата си карта от 1927 година Леонард Шулце Йена показва Крушица (Krušica) като българско християнско село.
В 1994 година селото има 31, а в 2002 година – 22 жители.

## Личности
Родени в Крушица
- Богдан Иванов, български революционер от ВМОРО, четник на Боби Стойчев[8]
- Панко Арсов, български революционер, деец на ВМОРО, действал в 1915 година в източната част на Вардарска Македония с чета, вероятно под командването на Иван Бърльо[9]
- Тефо Янев (? – 1922), български революционер, деец на ВМРО, загинал в сражение със сръбска войска на 14 декември 1922[10]